# Ivanovói sziklatemplomok
Ivanovói sziklatemplomok a gyűjtőneve azoknak a sziklába vájt ortodox templomoknak, kápolnáknak és kolostoroknak, amelyek Bulgária északi határán, Ivanovo falu mellett találhatók, Ruszétől 15 km-re délre. A sziklatemplomokat a 13. és 17. század között alakították ki a meredek sziklafalban, a Ruszenszki Lom folyó völgyében. Földrajzi koordinátái: é. sz. 43° 43′ 00″, k. h. 25° 58′ 00″43.716667°N 25.966667°E
A 12. század végén néhány remete lakott a hegység természetes barlangjaiban és kamrákat vájtak maguknak a puha mészkőben. Ezekből alapította Joakim remete (utóbb Bulgária pátriárkája) a Mihály arkangyal-kolostort; ennek során az egyes cellákat folyosókkal kötötték össze. A kolostoralapítást többek között az akkori bolgár cárok is támogatták és hamarosan a kor legkiválóbb bolgár művészeinek, az úgynevezett tarnovói iskolának a célpontja lett. Az együttes hat templomában és kápolnájában ma is láthatóak a 13. és 14. századi freskók, amelyeket a korszak legszebb bolgár freskóinak tartanak. A freskók – a bizánci reneszánszra jellemzően – bővelkednek ókori motívumokban (meztelen kariatidák, oroszlános oszlopfők, maszkok). A festők neve nem maradt fenn.
A cellák falába a szerzetesek különböző feliratokat véstek. Az egyik felirat szerint III. Iván Aszen cár életének végét a kolostorban töltötte és itt is temették el.
A központi templom Szűz Mária nevét viseli, de nevezik egyszerűen csak A Templom-nak is (Carkvata). Az út felett 38 méter magasan a sziklafalban található, részei a naosz, narthex és egy vele szomszédos kápolna. A templom jó 16 méter hosszú, 4 méter széles és 2,15 méter magas. A téglalapokra osztott freskók Jézus Krisztus utolsó hét napját és Keresztelő Szent János életét jelenítik meg. A narthexben található arcképek Iván Sándor cárt, Teodóra cárnőt, illetve szenteket ábrázolnak. A kápolna freskói a korai szír keresztény remeték életéből ábrázolnak motívumokat.
1979-ben az ivanovói sziklatemplomokat az UNESCO a világörökség részévé nyilvánította. Ebben az időpontban a Szűz Mária-sziklatemplom freskóit a fény, a nedvesség, a hőmérsékletingadozások és mindenekelőtt a fejlődő turizmus veszélyeztette, ezért az 1980-as években elzárták a nyilvánosság elől. Az ezredfordulóra az UNESCO anyagi támogatásával konzerválták a freskókat és azok 2002-től újra megtekinthetők.

## Fordítás
- Ez a szócikk részben vagy egészben  a   Felskirchen von Iwanowo című német Wikipédia-szócikk ezen változatának fordításán alapul.  Az eredeti cikk szerkesztőit annak laptörténete sorolja fel. Ez a jelzés csupán a megfogalmazás eredetét és a szerzői jogokat jelzi, nem szolgál a cikkben szereplő információk forrásmegjelöléseként.